# Buckman Bridge
Buckman Bridge – drogowy most w Jacksonville, w stanie Floryda, na rzece St. Johns. Znajduje się w ciągu autostrady międzystanowej nr 295. Został otwarty w 1970.